# Zlătunoaia
Zlătunoaia – wieś w Rumunii, w okręgu Botoszany, w gminie Lunca. W 2011 roku liczyła 1838 mieszkańców.